# Cerapteryx
Cerapteryx là một chi bướm đêm thuộc họ Noctuidae.

## Các loài
- Cerapteryx graminis – Antler Moth (Linnaeus, 1758)
- Cerapteryx megala (Alphéraky, 1882)